# Barrois Movedís
Barrois Movedís (francès Barrois Mouvant) fou el nom donat a la part occidental del Barrois a l'oest del Mosa, a partir del 4 de juny de 1301 quan el tractat de Bruges va imposar al comte Enric III de Bar la cessió d'algunes fortaleses a França i retre homenatge a Felip IV de França per a una part del seu comtat, justament la que fou anomenada Barrois Movedís. En el tractat l'emperador Albert I d'Habsburg renunciava als drets feudals de l'Imperi sobre aquesta part del comtat. Dues comunes (Clermont-en-Argonne i Vienne-le-Château) que el comte tenia en feu del comte-bisbe de Verdun, que al seu torn era feudatari de l'emperador, van quedar en una posició especial que els va permetre gaudir d'una notable independència.